# Giulio Douhet
Le général Giulio Douhet (né le 30 mai 1869 à Caserte, près de Naples - mort le 15 février 1930 à Rome) est un militaire italien, théoricien de la guerre aérienne, contemporain de l'Américain William Mitchell et du Britannique Sir Hugh Trenchard. Il se fit l'avocat, dès 1911, du bombardement stratégique à haute altitude.

## Biographie
Sorti de l'Académie Militaire de Modène, il est affecté à l'artillerie. Par la suite, il étudiera les sciences à l'École polytechnique de Turin. Au début du XXe siècle, il fait partie de l'état major général, et il publie des comptes rendus sur la mécanisation de l'armée. Il considère l'aviation comme l'arme maîtresse de l'avenir et, associé au jeune ingénieur Giovanni Battista Caproni, il prône les avantages de la puissance aérienne.
La guerre italo-turque pour le contrôle de la Libye voit pour la première fois l'utilisation de l'avion dans un rôle de reconnaissance. Douhet suggère déjà qu'il soit chargé de bombarder à haute altitude (Giulio Gavotti bombarde l'oasis d'Ain Zara). En 1912, il prend le commandement du bataillon aérien de Turin, et publie un ensemble de règles sur l'« usage des avions dans la guerre », mais ses théories le font classer comme peu réaliste. 
À la suite d'un incident, où il commande des bombardiers à Caproni sans autorisation, il est muté dans l'infanterie. Son appel à construire une force de 500 bombardiers, capable de larguer 125 tonnes de bombes par jour, au début de la guerre contre l'Autriche-Hongrie, reste ignoré pendant la Première Guerre mondiale.
Ses critiques sur la conduite de la guerre du gouvernement italien, lui valurent la cour martiale et la prison entre 1915 et 1917. Il fut finalement libéré après le désastre de la bataille de Caporetto, et on lui confia le développement de l'aviation italienne, avec le poste de directeur central de l'aviation. Cependant, en 1918, en mauvais termes avec ses supérieurs, il quitte l'armée. Après l'armistice, son jugement en cour martiale est annulé et il est promu général, mais, plutôt que de retourner au service actif, il préfère se consacrer à l'écriture de son traité intitulé Il dominio dell'aria (La maitrise de l'air) paru en 1921 et revu en 1927 (traduit partiellement en français en 1932 sous le titre La guerre de l'air, puis traduit intégralement en 2007 sous le titre La maîtrise de l'air), ouvrage qui en fait le premier théoricien des bombardements stratégiques.
Ses théories insistant sur la supériorité de l'aviation et la possibilité de remporter la victoire sur un ennemi en bombardant les centres vitaux de son territoire, en menant une guerre totale, y compris contre la population, s'attirent de nombreux partisans, dont Benito Mussolini. Ce dernier lui confia un poste administratif, mais bientôt Douhet l'abandonna, pour reprendre son travail d'écriture. Il meurt d'une crise cardiaque, le 15 février 1930. 
Il est enterré au cimetière del Verano à Rome. Des places et des rues sont nommées d'après lui à Rome, Florence et Caserte ainsi que l'Ecole militaire d'aéronautique de Florence.

## Théories
Ses théories affirment la supériorité de l'aviation. Celle-ci agit dans les trois dimensions et n'est pas tributaire de la géographie comme les troupes à terre et les lignes de front.  
Ses théories pourraient être résumées par « les bombardiers passent toujours ». Aucune arme, ni la défense anti-aérienne, ni l'aviation de chasse ne serait capable de bloquer une offensive aérienne majeure. 
Ces offensives aériennes permettraient de remporter la victoire en bombardant les arrières de l'ennemi et ses centres vitaux économiques (industries, entrepôts, voies ferrées) et militaires (dépôts, quartiers-généraux) mais également en bombardant les populations civiles pour briser leur moral.
Ses théories furent en vogue dans les années 1930 et seront utilisées par les Italiens et les Allemands lors de la guerre d'Espagne puis par les puissances belligérantes lors de la Seconde Guerre mondiale. 
Elles ne furent pas partagées par certains autres théoriciens comme le général Amedeo Mecozzi et ne furent pas toutes confirmées par les faits. Ainsi le bombardement des populations civiles lors de la Seconde Guerre mondiale, loin de provoquer la reddition, constitua plutôt un renforcement du sentiment patriotique.
Il reste néanmoins comme un grand précurseur de l'aviation militaire ayant forgé des concepts encore valables de nos jours, comme la priorité qui doit être accordée à l'obtention de la supériorité aérienne, le bombardement de terreur (qui est à la base de la dissuasion nucléaire) et l'attaque en profondeur des centres vitaux d'un pays.

## Décorations
- Médaille italienne de la Victoire interalliée

## Publications
- I problemi dell'aeronavigazione, Roma, 1910
- Norme per l'impiego degli aeroplani in guerra, Roma, 1913
- L'Arte della guerra, Torino, 1915
- Autodifesa. Documento difensivo relativo alla disfatta di Caporetto, Città di Castello, 1919
- Come finì la grande guerra. La vittoria alata, Roma, 1919
- Diario critico di guerra 1915-16, Torino 1921-22
- L'onorevole che non poté più mentire, Roma, 1921, (romanzo)
- Il dominio dell'aria, Roma, 1921
- La difesa nazionale, Torino, 1923
- Sintesi critica della grande guerra: Probabili aspetti della guerra futura, Palermo, 1928
- Le profezie di Cassandra (raccolta di scritti a cura di Gherardo Pantano), Livorno, 1931